# Sophie von Berswordt
Sophie von Berswordt-Wallrabe, née le 21 mai 1996 à Alkmaar, est une coureuse cycliste néerlandaise, qui pratique à la fois le VTT marathon et le cyclisme sur route.

## Biographie
Sophie von Berswordt-Wallrabe est issue de la famille noble allemande Von Berswordt-Wallrabe, cependant son père ayant été adopté par ses grands-parents, elle ne possède aucun titre de noblesse.
Elle grandit à Alkmaar où elle pratique principalement le VTT. En 2014, alors qu'elle est étudiante à l'université de Maastricht, elle franchit le palier du haut-niveau dans cette discipline. Elle se spécialise notamment dans le VTT marathon, dont elle devient championne des Pays-Bas en 2018 et 2023. Elle s'est également adjugée, chez les espoirs, le titre de cross-country olympique en 2018.
À l'issue de la saison 2023, elle annonce vouloir se consacrer uniquement au cyclisme sur route, et signe un contrat de deux saisons avec l'équipe World team Visma-Lease a bike,.

## Palmarès sur route

### Résultats sur les grands tours

#### Tour de France
- 1 participation : 
  - 2024 : 79e

#### Tour d'Espagne
- 1 participation : 
  - 2024 : 38e

### Classements mondiaux
| Année                                 | 2024 |
| ------------------------------------- | ---- |
| Classement UCI                        | 415e |
| UCI World Tour                        | 169e |
|                                       |      |
| Légende : nc = non classéSource : UCI |      |

## Palmarès en VTT
- 2018
  -  Championne des Pays-Bas de cross-country marathon
  -  Championne des Pays-Bas de cross-country espoirs
- 2023
  -  Championne des Pays-Bas de cross-country marathon